# Update (Anouk)
Update is het vijfde album van Anouk uit 2004.

## Singles van dit album
- Between These Walls - NL nr. 35

## Personeel[1]
Getal tussen haakjes is tracknummer waarop desbetreffende persoon heeft meegespeeld.
- Gitaar: Lex Bolderdijk (1, 3, 5, 6, 7), Leonardo Amuedo (2, 4), Roland Dirkse (9) , Paul Jan Bakker (8, 9), Stef van Es (9), Leendert Haaksma (10 t/m 13) en Martijn van Agt (10, 12, 13)
- Basgitaar: Michel van Schie (8, 9, 10, 12, 13)
- Drums: Satindra Kalpoe (9) en Hans Eijkenaar (10, 12, 13)
- Toetsen: U-Gene (9)
- Udu: Satindra Kalpoe (8)